# Roberta Hill Whiteman
Roberta Hill Whiteman (reserva Oneida, Wisconsin, 1947)) es una escritora iroquesa de la nación oneida. Estudió en las universidades de Wisconsin y Montana, y ha impartido clases en las reservas Oneida y Rosebud. Es autora de los poemas Philadelphia flowers (1996) y Star quilt (1984)